# Скакун Володимир Васильович
Володи́мир Васи́льович Скаку́н — Підполковник Збройних сил України.
Станом на 2004 рік — ад'ютант — водій заступника командира дивізії — командира українського контингенту в Республіці Ірак.

## Нагороди
За особисту мужність, сумлінне та бездоганне служіння Українському народові, зразкове виконання військового обов'язку відзначений — нагороджений
- орденом «За мужність» III ступеня (4.12.2015)
- медаллю «За військову службу Україні» (2004)